# Delphyre hampsoni
Delphyre hampsoni är en fjärilsart som beskrevs av Rothschild 1912. Delphyre hampsoni ingår i släktet Delphyre och familjen björnspinnare. Inga underarter finns listade i Catalogue of Life.